# Spelaeorchestia koloana
Spelaeorchestia koloana е вид ракообразно от семейство Talitridae. Видът е застрашен от изчезване.

## Разпространение
Разпространен е в САЩ (Хавайски острови).